# Mary Kay

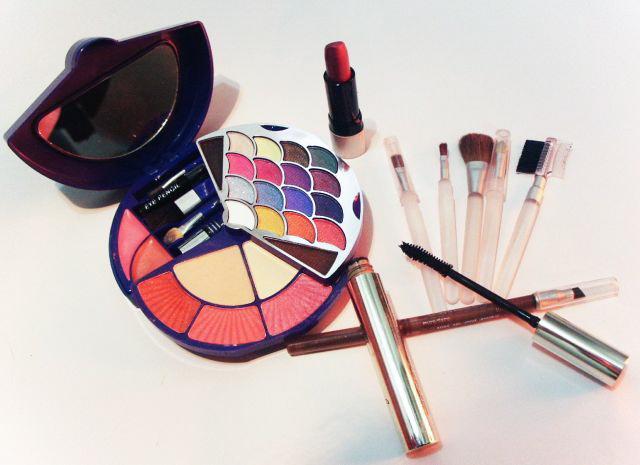
Косметика «Мері Кей»

Mary Kay Inc. (Мері Кей, названа за іменем засновниці Мері Кей Еш) — компанія, що спеціалізується на прямих продажах косметичних продуктів. За даними Direct Selling News, Mary Kay — шоста за величиною компанія прямих продажів у світі станом на 2015 рік із загальним обсягом продажів у 3,7 мільярда доларів США.

## Історія
Почавши в 1963 році з 318 консультантів і продажів в $198 154, компанія перевищила $500 млн продажів через 220 000 консультантів до 1991 року. У 1995 році її продажі зросли до $950 млн.
Станом на 2017 рік, завдяки безперервному міжнародному розширенню, продажі Mary Kay зросли до 3,7 мільярда доларів США з 2,5 мільйонами консультантів, 39 000 директорів і 600 національними директорами.
У березні 2020 року Mary Kay припинила діяльність в Австралії та Новій Зеландії.
У листопаді 2022 року Девід Холл, генеральний директор компанії з 2006 року, пішов на пенсію після майже 30 років роботи в компанії, залишившись головою правління Mary Kay. У листопаді 2022 року генеральним директором був призначений Райан Роджерс.